# Enclisis schwarzi
Enclisis schwarzi är en stekelart som beskrevs av Bordera och Hernandez-rodriguez 2003. Enclisis schwarzi ingår i släktet Enclisis och familjen brokparasitsteklar. Inga underarter finns listade i Catalogue of Life.